# Elk Mound (hrabstwo Dunn)
Elk Mound – wieś w Stanach Zjednoczonych, w stanie Wisconsin, w hrabstwie Dunn.